# Godzilla Raids Again
Godzilla Raids Again (Japanse titel: ゴジラの逆襲/Gojira no Gyakushū; Vlaamse titel: De terugkeer van Godzilla; in Amerika ook bekend als Gigantis, the Fire Monster) is een Japanse kaijufilm uit 1955. De film is een vervolg op de succesvolle film Godzilla, en was daarmee de tweede in de reeks van Godzillafilms. Het was de eerste Godzillafilm waarin een gevecht tussen twee monsters plaatsvond.

## Verhaal

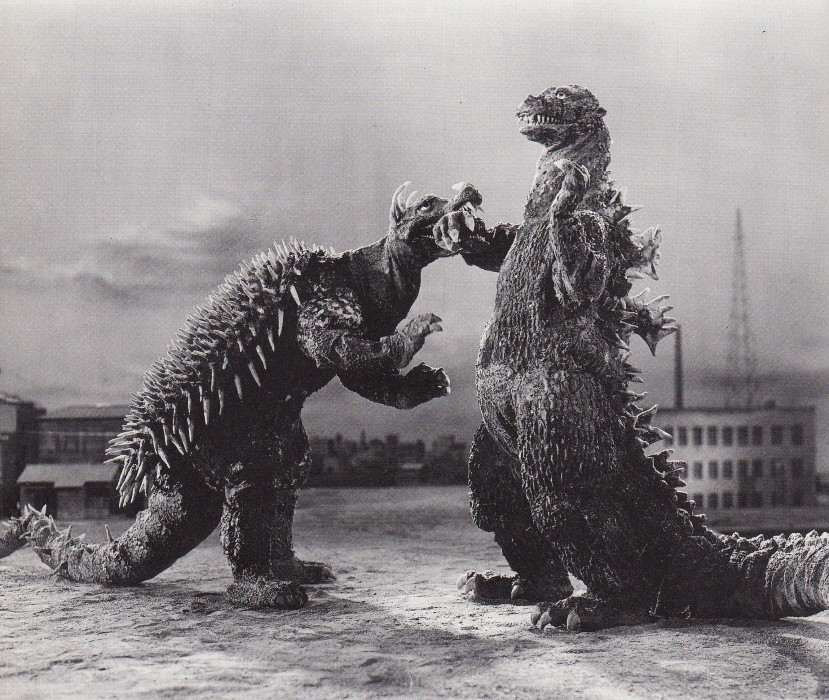
Godzilla vecht met Anguirus

Twee piloten genaamd Tsukioka en Kobayashi moeten nadat hun vliegtuig motorpech krijgt een noodlanding maken op Iwato Island, een onbewoond rotseiland. Op het eiland ontdekken de twee mannen twee enorme monsters die met elkaar ingevecht zijn verwikkeld. Tsukioka herkent een van de monsters als Godzilla. De monsters vallen van een klip in zee.
Tsukioka en Kobayashi rapporteren hun ontdekking aan de autoriteiten, en ontdekken dat het andere monster de naam "Anguirus" heeft gekregen. Een groep wetenschappers heeft meer informatie over Anguirus gevonden in een boek geschreven door een Poolse wetenschapper. Het blijkt dat zowel Godzilla als Anguirus prehistorische wezens zijn die beide miljoenen jaren geleden leefden. Anguirus haat vijandige wezens, wat zijn gedrag tegenover Godzilla verklaart.
Dr. Yamane, die getuige was van Godzilla’s eerste aanval, is ook aanwezig bij de bespreking. Hij verklaart dat de Godzilla die Tsukioka en Kobayashi hebben gezien een andere Godzilla moet zijn, daar de originele Godzilla werd vernietigd door de Oxygen Destroyer. Daar de uitvinder van de Oxygen Destroyer, Dr. Serizawa, ook omkwam bij de explosie, kan er geen nieuwe Oxygen Destroyer worden gemaakt om deze nieuwe Godzilla te verslaan.
Dan duikt Godzilla onverwacht op voor de kust van Osaka. Het leger gebruikt lichtkogels om hem weg te lokken van de kust. Even lijkt het plan te werken, maar een enorme brand in een industriecomplex (veroorzaakt door een groep ontsnapte criminelen) lokt Godzilla juist weer naar het land. Ook Anguirus komt aan land en valt Godzilla weer aan. De twee monsters beginnen een titanenstrijd waarbij ze menig gebouw vertrappen. Uiteindelijk komt Godzilla als winnaar uit de bus, en hij dood Anguirus met zijn atoomstraal. Vervolgens verdwijnt hij weer in zee.
Het leger begint een grote zoekactie naar Godzilla. Tsukioka helpt ook mee, en ontdekt het monster vlak bij een met ijs bedekt eiland. Kobayashi probeert met zijn vliegtuig Godzilla af te leiden om hem op het eiland te houden tot het leger arriveert. Godzilla vernietigd het vliegtuig echter met zijn atoomstraal, en Kobayashi komt om in de ontploffing.
Nog geschokt over de dood van zijn vriend komt Tsukioka met een idee om Godzilla te verslaan. Op zijn aanwijzing beschiet het leger de ijsberg naast Godzilla, waardoor Godzilla begraven wordt onder een lawine. Tevreden keert Tsukioka terug naar het vasteland.

## Rolverdeling
| Acteur            | Personage                               |
| ----------------- | --------------------------------------- |
| Hiroshi Koizumi   | Shoichi Tsukioka                        |
| Setsuko Wakayama  | Hidemi Yamaji                           |
| Minoru Chiaki     | Kôji Kobayashi                          |
| Takashi Shimura   | Kyohei Yamane-hakase                    |
| Masao Shimizu     | Zoologist Dr. Tadokoro                  |
| Seijiro Onda      | Captain Terasawa of Osaka Defense Corps |
| Sonosuke Sawamura | Hokkaido Branch Manager Shingo Shibeki  |
| Yoshio Tsuchiya   | Tajima, Member of Osaka Defense Corps   |
| Mayuri Mokusho    | Radio Operator Yasuko Inouye            |
| Minosuke Yamada   | Chief of Civil Defense                  |

## Achtergrond

### Opbrengst
Voor de film werden in Japan ongeveer 8.340.000 kaartjes verkocht. Daarmee was de film de op drie na meest succesvolle van alle Godzillafilms. Toch werd de film door critici en fans slecht ontvangen.

### Amerikaanse versie
In 1957 kregen Henry Rybnick en Edward Barrison de rechten op Godzilla Raids Again. Ze planden een project genaamd The Volcano Monsters, waarin de monsters zouden worden veranderd in dinosauriërs. Tevens zouden alle scènes met Japanse acteurs worden vervangen door nieuwe scènes. Uiteindelijk werd deze aangepaste film nooit gemaakt.
In 1959 bracht Warner Brothers een zwaar aangepaste versie van de film uit onder de titel Gigantis the Fire Monster. Lange tijd werd gedacht dat Warner deze titel gebruikte omdat ze geen rechten hadden op Godzilla. Later onthulde Edward L. Schreibman dat de naamsverandering bedoeld was om de film te onderscheiden van Godzilla, King of the Monsters!, en het publiek te laten denken dat ze met een nieuw monster te maken hadden.

### Heruitgave
Op 7 november 2006 bracht Classic Media zowel de Japanse als Amerikaanse versie van Godzilla Raids Again opnieuw uit. Voorheen was de film niet verkrijgbaar in Noord-Amerika.